# Touba-Mahana flygplats
Touba-Mahana flygplats är en flygplats vid staden Touba i Elfenbenskusten. Den ligger i den västra delen av landet, 300 km nordväst om huvudstaden Yamoussoukro. Touba-Mahana flygplats ligger 485 meter över havet. IATA-koden är TOZ och ICAO-koden DITM.